# Liste des guerres de la Birmanie
Cette liste regroupe les guerres et conflits ayant connu la participation de la Birmanie. Tout au long de l'histoire de la Birmanie, de nombreuses guerres opposent la majorité ethnique des bamars et ses voisins (d'autres peuples birmans comme les môn, fondateurs du royaume d'Hanthawaddy, et les arakanais, fondateurs du royaume de Mrauk U (en)), ainsi que des États étrangers comme la Thaïlande, ennemi juré du peuple birman depuis des siècles, et des groupes ethniques comme les shan et d'autres groupes ethniques de Birmanie. Cet article présente également les guerres et les conflits entre les groupes ethniques de Birmanie et leurs ennemis, ainsi que la guerre civile moderne qui sévit en Birmanie. Cette liste comprend toutes les guerres du peuple bamar et de ses voisins, qu'elles soient étrangères ou nationales.
La légende ci-dessous facilite la lecture de l'issue des guerres :
- Victoire birmane
- Défaite birmane
- Autre résultat)
- Conflit en cours

## Royaume de Pagan (849–1300)
Sous le royaume de Pagan, le peuple bamar (qui deviendra le groupe ethnique majoritaire de Birmanie) vient de s'installer dans le pays après l'invasion de la Birmanie par le royaume de Nanzhao, qui entraîne la conquête des cités-États pyu et leur assimilation à la culture bamar. À cette époque, Anawrahta consolide la Birmanie et établit les frontières modernes du pays en conquérant divers groupes ethniques et en entrant en conflit avec d'autres empires d'Asie du Sud-Est, comme l'empire khmer lors de la conquête du royaume de Thaton. Il créer ainsi l'âge d'or birman, époque à laquelle la culture birmane moderne prend forme. La période de Pagan est également connue pour la construction de divers temples et pagodes, et l'adoption du bouddhisme theravada issu du bouddhisme Ari, une secte mahayana du bouddhisme mêlant des pratiques telles que l'animisme. Le royaume de Pagan perdure même après la mort d'Anawrahta. La dynastie de Pagan se poursuivit sous des dirigeants compétents tel Kyanzittha, mais décline finalement en raison de l'incompétence des dirigeants ultérieurs et de la priorité accordée aux dons aux temples et au clergé bouddhistes, ainsi que de la première invasion mongole de la Birmanie. Elle conduit à la fin de la dynastie de Pagan. Elle se fragmente en plusieurs cités-États, ce qui donne lieu à la période connue sous le nom d'Inwa de Birmanie ou États en guerre de Birmanie. Cette période conduit également à l'essor du royaume de Mrauk U, fondé par le peuple arakanais après sa migration vers l'Arakan au début des années 900 et consolidant son pouvoir dans la région au cours des années 1100, et qui est le vassal du royaume de Pagan.
| Conflit                                                                   | Combattants 1                      | Combattants 2                       | Résultats | Batailles notables       |
| ------------------------------------------------------------------------- | ---------------------------------- | ----------------------------------- | --------- | ------------------------ |
| Invasion Nanzhao des cités-États Pyu                                      | Royaume de Nanzhao et peuple bamar | Cités-États Pyu                     | Victoire  |                          |
| Conquête des collines shan par Anawrahta (1050-1060)                      | Royaume de Pagan                   | États shan (en)                     | Victoire  |                          |
| Conquête de l'Arakan par Anawrahta                                        | Royaume de Pagan                   | Arakan                              | Victoire  |                          |
| Conquête du royaume de Thaton par Anawrahta (1057)                        | Royaume de Pagan                   | Royaume de Thaton                   | Victoire  |                          |
| Guerre entre le royaume de Pagan et l'empire khmer                        | Royaume de Pagan                   | Empire khmer                        | Victoire  |                          |
| Rébellion de Thaton (1082-1084)                                           | Royaume de Pagan                   | Royaume de Thaton                   | Victoire  |                          |
| Guerre entre le royaume de Polonnaruwa et le royaume de Pagan (1165-1181) | Royaume de Pagan                   | Royaume de Polonnaruwa Empire khmer | Défaite   |                          |
| Première invasion mongole de la Birmanie                                  | Royaume de Pagan                   | Dynastie Yuan                       | Défaite   | Bataille de Pagan (1287) |

## Période des Royaumes combattants (1297–1545)
Durant cette période de l'histoire birmane, connue en birman sous le nom de période Inwa, la Birmanie est divisé en plusieurs royaumes peu après l'invasion de l'Empire mongol, ce qui conduit à l'ascension des princes shan qui fondent le royaume de Myinsaing et chassent les mongols du pays, succédant au royaume d'Ava. Durant cette période de l'histoire birmane, la tristement célèbre guerre de Quarante Ans oppose le royaume d'Ava au royaume d'Hanthawaddy, donnant naissance à des héros populaires birmans comme Minyekyawswa, l'un des commandants de la guerre de Quarante Ans. Le royaume de Mrauk U participe également à la guerre de Quarante Ans en tant que vassal du royaume d'Hanthawaddy. Au cours de cette période, le royaume d'Ava envahit également l'Arakan (dynastie Launggyet (en)) en 1404, entraînant l'exil de la famille royale arakanaise et la restauration de Min Saw Mon ou restauration de Narameikhla qui conduit le royaume de Mrauk U à devenir un vassal du sultanat du Bengale pendant 9 ans grâce au soutien bengali lors de sa restauration. Cependant, ils finissent par se libérer du Bengale et occuper Chittagong (en) en 1542 avant de la perdre lors de l'invasion moghole en 1666 après la conquête moghole de Chittagong (en). Cette période de turbulences prend fin avec la montée de Tabinshwehti et Bayinnaung et de l'empire Taungû (en) qui conquiert le royaume d'Hanthawaddy et le royaume d'Ava.
| Conflit                                                                       | Combattants 1                       | Combattants 2                                                           | Résultats         | Batailles notables         |
| ----------------------------------------------------------------------------- | ----------------------------------- | ----------------------------------------------------------------------- | ----------------- | -------------------------- |
| Deuxième invasion mongole de la Birmanie                                      | Royaume de Myinsaing                | Dynastie Yuan                                                           | Victoire          |                            |
| Guerre de Quarante Ans                                                        | Royaume d'Ava                       | Royaume d'Hanthawaddy                                                   | Impasse militaire |                            |
| Guerre Ava-Ming (1412-1415)                                                   | Royaume d'Ava Royaume d'Hanthawaddy | Dynastie Ming                                                           | Victoire          |                            |
| Guerre entre le sultanat du Bengale et le royaume de Mrauk U (1512-1516) (en) | Royaume de Mrauk U (en)             | Sultanat du Bengale                                                     | Défaite           |                            |
| Invasion de Chittagong par le royaume de Mrauk U (en)                         | Royaume de Mrauk U (en)             | Sultanat du Bengale                                                     | Victoire          |                            |
| Guerre birmano-siamoise (1547-1549) (en)                                      | Dynastie Taungû                     | Royaume d'Ayutthaya                                                     | Défaite           |                            |
| Guerre birmano-siamoise (1563-1564) (en)                                      | Dynastie Taungû                     | Royaume d'Ayutthaya                                                     | Victoire          |                            |
| Conquête moghole de Chittagong (en)                                           | Royaume de Mrauk U (en)             | Empire moghol Subah du Bengale (en) Provinces-Unies Royaume de Portugal | Défaite           |                            |
| Guerre entre la dynastie Taungû et le royaume d'Hanthawaddy (1495-1541) (en)  | Dynastie Taungû                     | Royaume d'Hanthawaddy                                                   | Victoire          | Bataille de Naungyo (1538) |
| Guerre entre la dynastie Taungû et le royaume d'Ava (1525–1545) (en)          | Dynastie Taungû                     | Royaume d'Ava                                                           | Victoire          |                            |

## Dynastie Taungû et dynastie Taungû restaurée
Le premier empire Taungû marque l'une des plus grandes extensions de l'empire birman, la seconde ayant lieu sous la dynastie Konbaung. L'empire Taungû débute avec Mingyinyo, qui se rebelle contre le royaume d'Ava et établit la dynastie Taungû. Son fils, Tabinshwehti, lui succède ensuite. Avec son meilleur ami d'enfance Bayinnaung, il mène des guerres contre les autres royaumes birmans et les réintègre. Il entre également en contact avec le royaume de Mrauk U et mène une guerre avec lui lors de la guerre Taungû-Mrauk-U (en). Tabinshwehti mène également une guerre contre le royaume d'Ayutthaya, mais ne réussit pas à s'en emparer. Cependant après l'assassinat de Tabinshwehti, il sera remplacé par Bayinnaung qui continuera à étendre la Birmanie à sa plus grande étendue de l'histoire avec la conquête du royaume d'Ayutthaya et de Lan Xang ainsi que la réintégration des États Shan et la lutte contre les portugais pour protéger la Birmanie des intérêts et de la sphère d'influence portugaise. Pendant cette période, de nombreux portugais seront recrutés dans l'armée birmane, ce qui conduit au succès dans les batailles et à l'âge de la poudre à canon birmane. Sous son règne, l'influence birmane s'étendra du Yunnan à Ceylan. Peu après la mort de Bayinnaung, ses réalisations seront inversées par son fils Nandabayin, qui se battra constamment avec ses vassaux, ce qui entraînera l'affaiblissement du premier empire Taungû. En outre, il mène des guerres infructueuses contre le royaume d'Ayutthaya et Naresuan, et le premier empire Taungû décline sous son règne, entraînant rapidement son effondrement en plusieurs royaumes conquis par Bayinnaung et Tabinshwehti. Après la fin du premier empire Taungû, la Birmanie est fragmenté en plusieurs royaumes, donnant naissance à d'anciens royaumes, comme Ava, conquis par l'empire Taungû. Durant cette période mouvementée, la Birmanie est constamment attaqué par des pillards du Manipur ou des Mitei. Mrauk U connaît alors son âge d'or et lance son invasion du sud de la Birmanie et du Tripura, ainsi que des raids en Inde (Gange). Il y a également une tentative avortée des portugais (accompagnés des envahisseurs de Mrauk U) d'établir une colonie en Birmanie, dirigée par Filipe de Brito (qui était à l'origine un vassal du royaume d'Arakan qui envahit Pégou et ses actions entraîneront la perte de la grande cloche de Birmanie qui est volée et coulée au fond de la mer lors de son évasion ratée après avoir pillé les trésors). Tout ce chaos prendra fin avec la courte restauration de la dynastie Taungû qui est pendant un temps un royaume pacifique car il réussit à rétablir l'ordre, mais il est toujours en proie à un gouvernement faible et à des raids manipuri constants ainsi qu'à une courte rébellion Ming menée par un empereur Ming exilé, Zhu Youlang pour établir son propre royaume en Birmanie, mais sera écrasé. Pendant ce temps, de nombreuses guerres seront menées avec le Siam qui affaibliront davantage la dynastie Taungû et ce royaume restauré prendra fin avec l'invasion du royaume d'Hanthawaddy.
| Conflit                                                            | Combattants 1                 | Combattants 2                       | Résultats         |
| ------------------------------------------------------------------ | ----------------------------- | ----------------------------------- | ----------------- |
| Guerre entre la dynastie Taungû et le royaume de Mrauk-U (en)      | Dynastie Taungû               | Royaume de Mrauk U (en)             | Défaite           |
| Réintégration des États Shan                                       | Dynastie Taungû               | États shan (en)                     | Victoire          |
| Conflits entre la Birmanie et le Portugal (1539-1617) (en)         | Dynastie Taungû               | Royaume de Portugal                 | Victoire          |
| Guerre birmano-siamoise (1568-1569) (en)                           | Dynastie Taungû               | Royaume d'Ayutthaya                 | Victoire          |
| Conquête de Lan Na par la dynastie Taungû (1564)                   | Dynastie Taungû               | Royaume de Lanna                    | Victoire          |
| Conquête de Lan Xang par la dynastie Taungû (1565)                 | Dynastie Taungû               | Lan Xang                            | Victoire          |
| Guerre birmano-siamoise (1584-1593) (en)                           | Dynastie Taungû               | Royaume d'Ayutthaya                 | Défaite           |
| Invasion du Tripura par le royaume de Mrauk U (1584)               | Royaume de Tripura            | Royaume de Mrauk U (en)             | Victoire          |
| Raids du Gange des XVIe et XVIIe siècles                           | Royaumes indiens              | Royaume de Mrauk U (en)             | Victoire          |
| Guerre birmano-siamoise (1593-1600) (en)                           | Dynastie Taungû               | Royaume d'Ayutthaya                 | Impasse militaire |
| Invasion de Pégou par le royaume de Mrauk U (en)                   | Dynastie Taungû               | Royaume de Mrauk U (en)             | Défaite           |
| Batailles de Syriam (1605) (en)                                    | Royaume de Mrauk U (en) Pégou | Philippe de Brito                   | Défaite           |
| Reprise de Syriam (1613)                                           | Dynastie Taungû               | Philippe de Brito                   | Victoire          |
| Guerre birmano-siamoise (1609-1622) (en)                           | Dynastie Taungû               | Royaume d'Ayutthaya                 | Victoire          |
| Rébellion de Zhu Youlang (1661-1662)                               | Dynastie Taungû               | Rebelles Ming                       | Victoire          |
| Guerre birmano-siamoise (1662-1664) (en)                           | Dynastie Taungû               | Royaume d'Ayutthaya                 | Impasse militaire |
| Guerre birmano-siamoise (1675-1676)                                | Dynastie Taungû               | Royaume d'Ayutthaya                 | Impasse militaire |
| Guerre birmano-siamoise (1700-1701)                                | Dynastie Taungû               | Royaume d'Ayutthaya                 | Défaite           |
| Guerres entre le Manipur et la Birmanie (1717-1749) (en)           | Dynastie Taungû               | Royaume du Manipur                  | Défaite           |
| Invasion de la dynastie Taungû par le royaume d'Hanthawaddy (1752) | Dynastie Taungû               | Royaume d'Hanthawaddy restauré (en) | Défaite           |

## Dynastie Konbaung, Birmanie britannique et régime Pyidaungsu
Cette humiliation de la nation birmane ne dure pas longtemps, car la dynastie Konbaung, dirigée par Alaungpaya, reconquiert la Birmanie et défend le nord de la Birmanie contre la domination des môns, les chassant jusqu'à leur bastion du sud de la Birmanie, protégé par les forces du royaume d'Hanthawaddy et leurs mercenaires français et anglais. Mais le pays tombe avec la prise du sud de la Birmanie par les forces de la dynastie Konbaung. Peu après la chute du royaume d'Hanthawaddy, les ambitions d'Alaungpaya se portent sur les pillards manipuri, qu'il vainc et occupe le Manipur ainsi que les États Shan (dont l'actuelle province du Yunnan), qui tombent alors sous contrôle birman. Il jette également son dévolu sur le royaume d'Ayutthaya, désormais libéré, qui va à nouveau affronter les forces de l'armée birmane après des années de combats pour les chasser du Siam. Sous la direction d'Alaungpaya, les forces birmanes sont désormais en mesure d'envahir la Thaïlande proprement dite, mais ne pourront que capturer la région de Tanintharyi et vassaliser le royaume de Lanna, en raison de la mort d'Alaungpaya au cours de la campagne. Son fils Naungdawgyi lui succède alors, qui a pour défi de contrôler et de stabiliser la Birmanie face aux divers rebelles du royaume et des ethnies désormais conquises, qu'il parviendra à écraser. Pendant ce temps, les relations entre la Birmanie et la Compagnie britannique des Indes orientales continuent de se détériorer, les deux pays se croyant supérieurs l'un à l'autre, ainsi qu'en raison des conflits frontaliers et de la guerre antérieure contre Hanthwaddy qui a réduit l'influence britannique en Birmanie. Il succède ensuite à son frère Hsinbyushin, qui reconquiert finalement le Siam ainsi que le Lan Xang, mais son règne est également marqué par des défis tels que l'invasion mandchoue de la Birmanie, mais avec l'aide de Maha Thiha Thura (en), il parvient à repousser l'invasion mandchoue, mais cela provoque également la perte du contrôle du Siam et du Lan Xang par la dynastie Konbaung, qui saisit l'invasion comme une opportunité pour se rebeller et établir le royaume de Thonburi.
| Conflit                                                                                          | Combattants 1 | Combattants 2 | Résultats | Batailles notables |
| ------------------------------------------------------------------------------------------------ | --- | --- | --- | --- |
| Guerre entre la dynastie Konbaung et le royaume d'Hanthawaddy (en)                               | Dynastie Konbaung | Royaume d'Hanthawaddy restauré (en) Compagnie française des Indes orientales | Victoire | |
| Guerre birmano-manipuri (1758)                                                                   | Dynastie Konbaung | Royaume du Manipur | Victoire | |
| Invasion de Negrais (1759)                                                                       | Dynastie Konbaung | Compagnie britannique des Indes orientales | Victoire | |
| Expédition de la dynastie Konbaung à Lan na                                                      | Dynastie Konbaung | Royaume de Lanna | Victoire | |
| Guerre birmano-siamoise (1759-1760) (en)                                                         | Dynastie Konbaung | Royaume d'Ayutthaya | Non concluant | |
| Rébellion de Minkhaung Nawrahta                                                                  | Dynastie Konbaung | Minkhaung Nawrahta (en) | Victoire | |
| Rébellion de la dynastie Taungû de 1761-1762                                                     | Dynastie Konbaung | Dynastie Taungû | Victoire | |
| Rébellion de Lanna (1761-1763)                                                                   | Dynastie Konbaung | Royaume de Lanna | Victoire | |
| Rébellion du Manipur de 1763                                                                     | Dynastie Konbaung | Royaume du Manipur | Victoire | |
| Guerre birmano-siamoise (1765-1767) (en)                                                         | Dynastie Konbaung | Royaume d'Ayutthaya | Victoire | Bataille de Nonthaburi (1765) Siège d'Ayutthaya (1766–1767) |
| Guerre sino-birmane (en) (1765-1769)                                                             | Dynastie Konbaung | Dynastie Qing | Victoire | Bataille de Goteik Gorge (en) (1767 ou 1768) Bataille de Maymyo (en) (1768) |
| Guerre birmano-siamoise (1775-1776) (en)                                                         | Dynastie Konbaung | Royaume de Thonburi | Victoire stratégique birmane Victoire tactique siamoise | |
| Guerre birmano-siamoise (1785-1786) (en)                                                         | Dynastie Konbaung | Royaume de Rattanakosin | Défaite | |
| Conquête de l'Arakan par la dynastie Konbaung (en)                                               | Dynastie Konbaung | Royaume de Mrauk U (en) | Victoire | |
| Guerre birmano-siamoise (1788) (en)                                                              | Dynastie Konbaung | Royaume de Rattanakosin | Victoire | |
| Guerre birmano-siamoise (1792-1794) (en)                                                         | Dynastie Konbaung | Royaume de Rattanakosin | Victoire | |
| Guerre birmano-siamoise (1797-1798) (en)                                                         | Dynastie Konbaung | Royaume de Rattanakosin Royaume de Vientiane | Défaite | |
| Guerre birmano-siamoise (1802-1805) (en)                                                         | Dynastie Konbaung | Royaume de Rattanakosin Royaume de Vientiane | Défaite | |
| Guerre birmano-siamoise (1809-1812) (en)                                                         | Dynastie Konbaung | Royaume de Rattanakosin Sultanat de Kedah | Défaite | |
| Invasions birmanes de l'Assam (en) (1817-1826)                                                   | Dynastie Konbaung | Royaume d'Ahom (en) Royaume du Manipur | Victoire | |
| Première guerre anglo-birmane (1824-1826)                                                        | Dynastie Konbaung | Royaume de Rattanakosin Empire britannique | Défaite | Bataille de Rangoun (1824) Bataille de Ramu (en) (1824) Bataille de Danubyu (en) (1825) Bataille de Prome (1825) |
| Guerre birmano-siamoise (1849-1855) (en)                                                         | Dynastie Konbaung | Royaume de Rattanakosin | Victoire | |
| Seconde guerre anglo-birmane (1852-1853)                                                         | Dynastie Konbaung | Empire britannique | Défaite | |
| Troisième guerre anglo-birmane (1885)                                                            | Dynastie Konbaung | Empire britannique | La dynastie Konbaug est annexée au Raj britannique | |
| Invasion japonaise de la Birmanie (1941-1942) (durant la Seconde Guerre mondiale)                | Royaume-Uni - Inde - Birmanie Chine États-Unis | Empire du Japon - Armée de l'indépendance de la Birmanie Thaïlande | Victoire - Les troupes japonaises envahissent et occupent la Birmanie en 1942                                                                                    | Bataille de la rivière Bilin (14-18 février 1942) Bataille du pont de la Sittang (19-23 février 1942) Bataille de Pégou (3-7 mars 1942) Bataille du barrage routier de Taukkyan (7-8 mars 1942) Bataille de Tachiao (18-19 mars 1942) Bataille de Taungû (19-29 mars 1942) Bataille d'Oktwin (20-23 mars 1942) Bataille de Taungû (24-30 mars 1942) Bataille de Yedashe (5-8 avril 1942) Bataille de la rivière Szuwa (10-16 avril 1942) Bataille de Yenangyaung (11-19 avril 1942) Bataille de Mawchi et Bato (Début avril 1942) Bataille de Bawlake (17 avril 1942) Bataille de Shwedaung (1942) Bataille de Prome (1942) (1942) Bataille de Pyinmana (17-20 avril 1942) Bataille de Loikaw (20 avril 1942) Bataille de Hopong–Taunggyi (20-24 avril 1942) Bataille de Loilem (25 avril 1942) Bataille de Lashio (29 avril 1942) Bataille de Hsenwe (1er mai 1942) Bataille de la rivière Salween (6-31 mai 1942) Bataille de la route Hsipaw-Mogok (23 mai 1942) |
| Campagne de Birmanie (1942-1943) (durant la Seconde Guerre mondiale)                             | Alliés : Royaume-Uni - Inde britannique - Birmanie britannique États-Unis République de Chine | Axe : Japon - État de Birmanie Thaïlande | Défaite - Victoire de l'Axe | Campagne d'Arakan (1942–1943) (décembre 1942-mai 1943) Première expédition Chindit (8 février-fin avril 1943) Bataille de Yupang (octobre-décembre 1943) |
| Campagne de Birmanie (1944) (durant la Seconde Guerre mondiale)                                  | Alliés : Empire britannique - Birmanie britannique République de Chine États-Unis | Japon | Victoire - Victoire des Alliés | Bataille de Lashio (janvier 1944) Bataille d'Admin Box (5-23 février 1944 (également connue sous le nom de bataille de Ngakyedauk ou bataille de Sinzweya)) Deuxième expédition Chindit (5 février–17 août 1944) Bataille de Maingkwan (février-5 mars 1944) Bataille de Mogaung (mars 1944) Bataille d'Imphal (8 mars-3 juillet 1944) Bataille de Sangshak (20-26 mars 1944) Bataille de Kohima (4 avril–22 juin 1944) Siège de Myitkyina (avril-août 1944) |
| Campagne de Birmanie (1944-1945) (novembre 1944-juillet 1945, durant la Seconde Guerre mondiale) | Alliés : Empire britannique - Birmanie britannique Forces patriotiques birmanes République de Chine États-Unis | Axe Japon - État de Birmanie - Azad Hind Thaïlande | Victoire - Les japonais sont expulsés par les forces alliées en 1945                                                                                             | Bataille de Mongyu (décembre 1944-janvier 1945) Bataille de l'île de Ramree (21 janvier-20 février 1945) Bataille de Meiktila et Mandalay (janvier-mars 1945 (également connue sous le nom de bataille de Birmanie centrale)) Bataille de Pakokku et opérations sur le fleuve Irrawaddy (4 février–13 mai 1945) Bataille de Lashio (mars 1945) Bataille de Hsipaw (mars 1945) Bataille de Pégou (27-30 avril 1945) Bataille d'Elephant Point (1er-2 mai 1945) |
| Conflit armé birman (depuis 1948)                                                                | Union de Birmanie (1948-1962) République socialiste de l'Union de Birmanie (1962-1988) Union de Birmanie (1988–2011) République de l'Union du Myanmar (depuis 2011) - Conseil administratif d'État (depuis 2021)     | Organisations ethniques armées Gouvernement d'unité nationale de Birmanie (depuis 2021) | En cours | |
| Campagne à la frontière sino-birmane (en) (1960-1961)                                            | Union de Birmanie République populaire de Chine | République de Chine | Victoire - Retrait de la République de Chine de Birmanie | |
| Opération Sunrise (2019) (en)                                                                    | Birmanie - Tatmadaw - Force de police birmane Inde - Forces armées indiennes - Fusiliers de l'Assam - Force centrale de réserve de la police                                                                         | Armée d'Arakan Conseil national-socialiste du Nagaland (en) Front uni de libération de l'Assam Front démocratique national de Bodoland Organisation de libération du Kamtapur | Victoire - L'Inde et la Birmanie parviennent à réduire l'activité des insurgés                                                                                   | |
| Guerre civile birmane (depuis 2021)                                                              | Conseil administratif d'État - Tatmadaw - Armée de terre - Aviation - Garde côtière (en) - garde-frontière - Police - Police des garde-frontières - Milices Pyusawhti (en) - Thway Thout (en), PNA SNA (en) ZRA (en) | Gouvernement d'unité nationale - PDF, - CDF - CNDF - KNDF - MRDA (en) - SAF CPB - PLA Organisations ethniques armées alliées : Alliance des Trois Fraternités - MNDAA - TNLA - ULA-AA ANC (en) - ANC-AA (en) KIO (en) - KIA KNU - KNLA - KNDO (en) ABSDF (en) KNPP - KA (en) KNPLF CNF (en) - CNA PSLF (en) BPLA | En cours - Le contrôle stable de la Tatmadaw tombe entre 72 et 220 sur 330 cantons, bien qu'elle continue de contrôler tous les principaux centres de population | |